# Artrite psoriática
A artrite psoriática, psoríase artropática ou artropatia psoriática é um tipo de artrite inflamatória que afeta em torno de 5-7% (de acordo com o Manual de Oxford de Medicina Clínica) das pessoas que sofrem de psoríase crônica na pele. É chamada artrite psoriática por ser uma espondiáloartropatia soronegativa e acontece mais habitualmente em pacientes com tipo de tecido HLA-B27. O tratamento de artrite psoriática é semelhante ao de artrites reumáticas. Mais que 80% dos pacientes com artrite psoriática terá lesões psoríticas nas unhas, caracterizadas pelo seu descaroçamento, ou mais extremamente, perda da própria unha (onicólise).
Artrites psoriática pode acontecer em qualquer idade, porém em média tende a aparecer aproximadamente 10 anos depois dos primeiros sinais de psoríase. Para a maioria das pessoas isto está entre as idades de 30 e 50, mas também pode afetar as crianças. Os homens e mulheres são igualmente afetadas por esta condição. Em aproximadamente um em sete casos, os sintomas de artrite podem acontecer antes de qualquer envolvimento de pele.
Também causa inflamação nas articulações e pode causar tendinite.

## Sintomas
Os principais sintomas incluem:
- Rigidez matinal nas articulações
- Fragilidade/Sensibilidade nas articulações
- Edema, Inchaço, Rubor
- Anomalias das unhas

O edema pode ser difuso ao longo de todo um dedo causando a aparência de "dedo em salsicha".
Em casos que afetam a coluna, é mais comum ocorrer uveíte.
Há dois padrões básicos, um que afeta a coluna e outro as articulações das extremidades. Na coluna, há dor lombar e nas nádegas.
Também há chance dos movimentos respiratórios serem afetados, quando a doença alcança as articulações das costelas com a coluna torácica. Produz, ainda, dores na nuca ou na coluna cervical.
Há possibilidade de afetar os tendões e de atingir a planta dos pés, gerando fascites e bursites.

## Tipos de artrite psoriática
Considerando os sintomas consideram-se cinco tipos principais de artrite psoriática:

### Simétrica
Este tipo corresponde por 50% de casos e afeta articulações de ambos os lados do corpo. Este tipo é muito semelhante a artrite reumatoide.

### Assimétrica
Este tipo afeta 35% de pacientes e é geralmente moderada. Este tipo não acontece nas mesmas articulações em ambos os lados do corpo e normalmente envolve 2 a 4 articulações.

### Artrite mutilante
Afeta menos que 5% dos pacientes e é severa, deformarmadora e destrutiva. Esta condição pode progredir durante meses ou anos que causam dano em comum severo.

### Espondilite
Este tipo é caracterizado por dureza da coluna vertebral ou pescoço, mas também pode afetar as mãos e pés, em uma linha semelhante à artrite simétrica.

### Interfalangeal distal predominante
Este tipo de artrites psoriática é encontrada em aproximadamente 5% de pacientes e é caracterizado por inflamação e dureza nas articulações mais próximo dos dedos das mãos pés. Mudanças nas unhas são frequentemente marcadas.

## Diagnóstico
Durante o exame médico são identificadas e examinadas as lesões na pele (psoríase) e articulações.
O médico pode achar conveniente o recurso a Imaginologia, por exemplo: Radiografia das articulações afetadas, cintilografia ou tomografia computadorizada.
Valores laboratoriais que podem auxiliar o diagnóstico:
- Fator reumatoide geralmente negativo
- Velocidade de Sedimentação pode estar aumentada
- Proteína C reativa pode estar aumentada
- Hemograma pode revelar Anemia da Doença Crónica

## Tratamento
O processo subjacente na artrite psoriática é inflamação, então são dirigidos tratamentos para reduzir e controlar inflamação. Antiinflamatórios não-esteróides como diclofenaco e naproxen normalmente são os primeiros medicamentos.
Outras opções de tratamento para esta doença incluem a utilização de corticosteroides, incluindo injeções na articulação - isto só é prático se apenas algumas articulações forem afetadas.
Alguns autores consideram no entanto os corticoesteroóides como medicamentos a evitar pois podem aumentar a frequência dos episódios de psoríase.
Se não é alcançado controle aceitável usando anti-inflamatórios não-esteroides ou injeções na articulação então tratamentos com imunossupressores como metotrexato são  acrescentados ao tratamento. Uma vantagem de tratamento com imunossupressores é que também trata psoríase além da artropatia. Contudo, os efeitos secundários destes medicamentos fazem com que a adesão dos doentes a esta terapêutica seja baixa. Cerca de metade dos doentes interrompe a terapia em 2-5 anos devido aos efeitos adversos.
Recentemente, uma classe nova de terapêuticas desenvolvida usando recombinantes tecnologias de DNA chamada Inibidores Fator de necrose tumoral  -alfa vieram a estar disponíveis,  exemplo, infliximabe, etanercept, e adalimumab. Estes estão se tornando normalmente usados mas são normalmente reservado para os casos mais severos.

### Tratamento não farmacológico
Serve de tratamento complementar aos medicamentos de forma a aliviar a dor, prevenir a incapacidade de movimentos e aumentar a qualidade de vida do doente. Inclui:
- Manutenção do peso ideal
- Dieta saudável
- Repouso adequado
- Fisioterapia e exercício individualizado
- Terapia Quente/Frio
- Cirurgia (casos mais graves)